# Maserati Indy
Maserati Indy (рус.  Мазера́ти И́нди) — легковой автомобиль класса Гран Туризмо выпускавшийся итальянской компанией Maserati с 1969 по 1975 год. Созданный на основе модели Ghibli автомобиль призван был заполнить брешь между Ghibli и Mexico. Всего было изготовлено 1102 автомобиля.

## Описание
В 1968 году на фирме Ghia создали Simun, концептуальный автомобиль, базировавшийся на только что разработанном в компании Maserati новом шасси Tipo 116. Это была одна из последних работ Джужаро для Ghia, прежде чем он основал собственную студию. Созданный в одном экземпляре автомобиль Simun теперь хранится в коллекции Умберто Панини (итал. Umberto Panini) в Модене. А для производства был выбран образец предложенный фирмой Vignale.
Модель Indy, представленная на Женевском автосалоне в 1969 году, была названа так в дань уважения о двух подряд победах в 1939 и 1940 году гоночного автомобиля 8CTF на знаменитой гонке 500 миль Индианаполиса. Этот автомобиль с новым кузовом разработки Vignale располагался между Ghibli и Mexico в линейке моделей компании.
Вся техника, заимствованная от модели Ghibli, была традиционна для автомобилей компании: V-образный восьмицилиндровый двигатель с двумя верхними распредвалами в каждой головке, полунесущий кузов с передней пространственной рамой, независимая передняя подвеска на двух поперечных рычагах и жёсткий задний мост на рессорах. В стандартное оснащение автомобиля входили регулируемая в двух положениях и запираемая рулевая колонка, кожаная отделка салона, тонированные стёкла дверей с электроприводом, складывающиеся сиденья, противотуманные фары, обогреваемое заднее стекло и подголовники. Усилитель руля был опцией, также как автоматическая коробка передач и радиоприёмник.